# Guaminí (município)
Guaminí é um município da província de Buenos Aires, na Argentina.